# TKB-059
El TKB-059 (ТКБ-059) es un fusil de asalto bullpup soviético de tres cañones, capaz de disparar de manera completamente automática. Dispara el cartucho 7,62 x 39 y fue fabricado en la Fábrica de Armas de Tula en 1966. Está basado en el Pribor 3B (Прибор 3Б), un fusil experimental anterior con tres cañones. Ambas armas fueron desarrolladas por el diseñador de armas ligeras G. A. Korobov.
Ambas armas empleaban un cargador triple con una capacidad de 45 cartuchos 7,62 x 39, con cada cañón siendo alimentado independientemente desde el cargador. El TKB-059 puede ser disparado de forma ambidiestra, porque la eyección de los casquillos se efectúa hacia abajo y detrás del brocal del cargador. 
El TKB-059 puede ser visto en el Museo de armas de Tula.